# Arturo Jáuregui Lomelí
Arturo Jáuregui Lomelí (Guadalajara, Jalisco, 16 de noviembre de 1943), también conocido como El Gallo, es un ex-futbolista mexicano que jugaba en la posición de mediocampista de contención. Jugó para el Club Deportivo Guadalajara, Unión de Curtidores, y Tecos Fútbol Club. 

## Carrera deportiva
Después de una larga gira por Europa el Club Deportivo Guadalajara necesitó reforzar al plantel titular con gente de las fuerzas básicas; es entonces que para la temporada 1964-65 el director técnico Javier De la Torre, decide dar oportunidad de probarse con el primer equipo a varios jugadores de las reservas, entre ellos Arturo Jáuregui.
Su debut con el primer equipo se da oficialmente en 1967, después de ser ascendido tras tener una destacada participación en el torneo de reservas. Permanece en el Guadalajara hasta 1972, siendo la temporada 1968-69 donde vio más actividad en Primera División.
Después de esto, tiene un corto paso por el Unión de Curtidores en la temporada 1972-73 y finalmente se integra a los Tecos de la UAG en septiembre de 1973, equipo con el que sería campeón de la Segunda División.
Deja a Tecos en 1976 y se integra al plantel del [[Club Deportivo Tampico A.C.]Tampico]] y finalmente al Inter de Acapulco.